# Aurélie Claudel
Aurélie Claudel (7 de agosto de 1980) es una modelo y actriz francesa.
Claudel ha figurado en las portadas como dentro de las páginas de grandes revistas de moda como la Vogue estadounidense, italiana, francesa, alemana, española, japonesa y australiana, Marie Claire (estadounidense, italiana, francesa, alemana), Glamour (estadounidense, italiana, francesa), Elle (estadounidense, británica, francesa, española, italiana), Harper's Bazaar, Allure, Numéro, Flair, Arena, W Magazine, D Magazine, Pirelli calendar y Sports Illustrated Swimsuit Issue.
Claudel ha trabajado para los fotógrafos Steven Meisel, Herb Ritts, Irving Penn, Mario Testino, Patrick Demarchelier, Peter Lindbergh, Craig McDean, Paolo Roversi, Reagan Cameron, Gilles Bensimon, Nathaniel Goldberg, Steven Klein, Wayne Maser y David Bailey. Además, Claudel ha aparecido en campañas para Ralph Lauren, Valentino, Chanel, Chloé, Armani, Nautica, DKNY, Trussardi Jeans, Nina Ricci, Bill Blass, Oscar De La Renta. Cesare Paciotti, Cole Haan, Sephora, Emanuel Ungaro y Victoria's Secret. También es el rostro de la fragancia de Calvin Klein. Tuvo un contrato con Revlon, Ultima, Guerlain y Clarins. Ha sido modelo de Victoria's Secret, Tommy Hilfiger, Ralph Lauren, Marc Jacobs, Jill Stuart, Diane Von Furstenberg, Jil Sander, Fendi, Christian Dior, Dolce & Gabbana, Richard Tyler, Christian Lacroix, Vivienne Westwood, DKNY, Nicole Miller, Caroline Herrera, Ellen Tracy, BCBG, Vera Wang, Halston, Bill Blass, Vivienne Tam, Jill Stuart, Cynthia Rowley & Hugo Boss.
Claudel ha hecho un cameo en el video de Ricky Martin, "Private Emotion", dirigido por Francis Lawrence.

## Filmografía
- Fading Gigolo dirigido por John Turturro
- Alter Egos dirigido por Jordan Galland
- El video de Ricky Martin, "Private Emotion".